# Открытый чемпионат Гибралтара по снукеру
Gibraltar Open — профессиональный рейтинговый снукерный турнир, проводящийся с 2015 года, когда он был частью Players Tour Championship.
Турнир в 2015 году проводился в Гибралтаре в зале Tercentenary Sports Hall. Контракт для этого турнира заключён на три снукерных сезона. Его призовой фонд составляет €125000.

## Победители
| Год                               | Победитель                        | Финалист                          | Счёт                              | Сезон                             |
| Gibraltar Open (низкорейтинговый) | Gibraltar Open (низкорейтинговый) | Gibraltar Open (низкорейтинговый) | Gibraltar Open (низкорейтинговый) | Gibraltar Open (низкорейтинговый) |
| --------------------------------- | --------------------------------- | --------------------------------- | --------------------------------- | --------------------------------- |
| 2015                              | Марко Фу                          | Майкл Уайт                        | 4:1                               | 2015/16                           |
| Gibraltar Open (рейтинговый)      |                                   |                                   |                                   |                                   |
| 2017                              | Шон Мерфи                         | Джадд Трамп                       | 4:2                               | 2016/17                           |
| 2018                              | Райан Дэй                         | Цао Юйпэн                         | 4:0                               | 2017/18                           |
| 2019                              | Стюарт Бингем                     | Райан Дэй                         | 4:1                               | 2018/19                           |
| 2020                              | Джадд Трамп                       | Кайрен Уилсон                     | 4:3                               | 2019/20                           |
| 2021                              | Джадд Трамп                       | Джек Лисовски                     | 4:0                               | 2020/21                           |
| 2022                              | Роберт Милкинс                    | Кайрен Уилсон                     | 4:2                               | 2021/22                           |